# Mario Bardelli
Mario Bardelli (Pizzighettone, 18 gennaio 1922 – 20 agosto 1992) è stato un politico e sindacalista italiano.

## Biografia
Era figlio di un agricoltore iscritto al Partito Socialista Italiano impegnato nelle lotte agrarie e che negli anni '20 venne perseguitato dalle squadre fasciste del luogo. Completate le scuole elementari, seguì il padre nei lavori dei campi e nel 1938 si trasferì a Milano in cerca di occupazione. Assunto come operaio lo stesso anno dalla Breda di Sesto San Giovanni si iscrisse alle scuole serali per completare i suoi studi.
Lavorò fino al 1942, frequentando in quegli anni i primi gruppi clandestini organizzati di lotta contro il regime. Militare di leva nella seconda guerra mondiale, venne inviato in Russia e fatto prigioniero dall'Armata Rossa sul Don. Rinchiuso in un campo di lavoro, rientrò in Italia nel dicembre del 1945.
Riassunto dalla Breda, come obbligo di legge in quanto reduce dal fronte, rimase pochi mesi nel milanese, accettando in seguito la proposta di ingresso nella direzione del PCI della federazione provinciale di Cremona.
Nel frattempo fu dirigente sindacale, membro della segreteria provinciale della CGIL cremonese dal 1948 e poi segretario generale della Camera del Lavoro di Cremona dal 1952 al 1959.
Candidato alle elezioni politiche del 1958 con il PCI, non risultò eletto, ma divenne poi deputato della III legislatura subentrando a Silvano Montanari nel febbraio 1963. Venne poi eletto alla Camera dei deputati nella V, VI e VII, restando in carica fino al 1979.
Morì il 20 agosto 1992 all'età di 70 anni.